# Stylobates aeneus
Stylobates aeneus is een zeeanemonensoort uit de familie Actiniidae.
Stylobates aeneus is voor het eerst wetenschappelijk beschreven door Dall in 1903.

## Beschrijving
Dit is een algemeen voorkomende zeeanemoon, die een symbiose aangaat met andere ongewervelden, zoals weekdieren en krabben, door zich vast te hechten op schelpen of bepantsering. De anemoon geeft in ruil voor de etensresten van zijn symbiotische partner deze bescherming door middel van zijn netelende tentakels. Deze anemoon kan 20 cm hoog worden.